# Скромност
Стандартите на скромността са аспекти на културата на дадена страна или хора в дадено време и е мярка, според която индивидът в обществото е оценяван.
Скромността често се разглежда като смирение, срамежливост или простота. Основните принцип на скромността включват:
- избягването на привличане на внимание към себе си чрез контрол над действията или държанието;
- омаловажаване на нечии постижения;
- избягване на неискрено самоунижение чрез измислена или симулирана скромност, което е форма на самохвалство.

Модата и маниите (в обичаен смисъл) на времето тестват границите за скромност на общността. Хората могат да бъдат подложени на равносилен натиск да проявят конформизъм към общността или да го пренебрегнат.